# Philodromus denisi
Philodromus denisi là một loài nhện trong họ Philodromidae.
Loài này thuộc chi Philodromus. Philodromus denisi được Gershom Levy miêu tả năm 1977.